# Arthur Elibank Havelock
Arthur Elibank Havelock, (né le 21 février 1844 - mort le 25 juin 1908), est un administrateur colonial britannique.
Il a été gouverneur de Sierra Leone, du KwaZulu-Natal, de Madras, de Ceylan, et de Tasmanie

## Distinctions
- Ordre de Saint-Michel et Saint-Georges Chevalier Grand-Croix, GCMG (1895)
- Ordre de l'Empire des Indes Chevalier Grand Commandeur, GCIE (1896), en qualité de Gouverneur de Madras
- Ordre de l'Étoile d'Inde Chevalier Grand Commandeur, GCSI (1901), pour ses services en tant que Gouverneur de Madras